# Stora Blecktornet

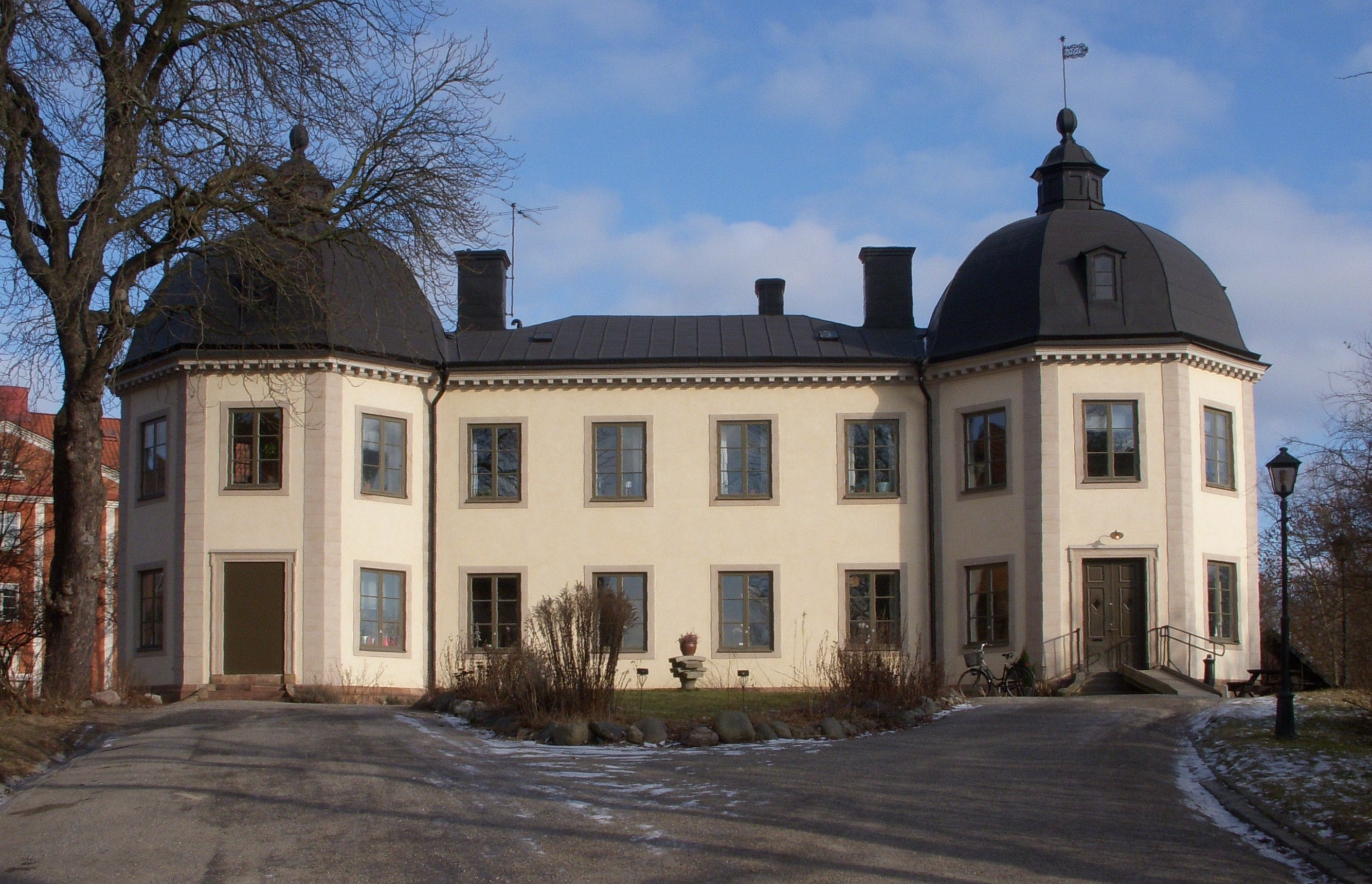
Stora Blecktornet februari 2009

Stora Blecktornet var  arkitekt Ferdinand Bobergs och hustrun Annas hem på Södermalm i Stockholm. Här bodde paret mellan 1930 och 1935. Namnet "Blecktorn" härrör enligt Björn Hasselblad från en byggnad, "blektornet" där man blekte tyger och som hörde till den tidigare närbelägna klädesfabriken, Barnängens manufaktur, i Barnängen.

## Historik

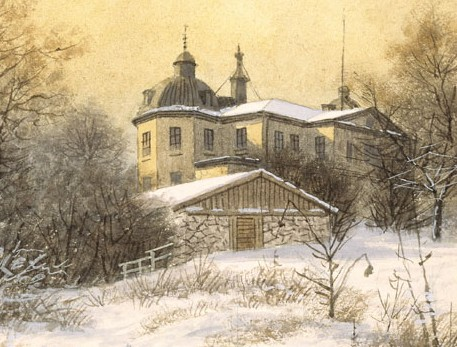
Illustration av Fredrik Isberg, cirka 1900

En byggnad med namnet Blectorn fanns redan på Petrus Tillaeus karta från 1733. Det var handelsmannen Jöran Bröms som lät uppföra den som en malmgård åt sig själv och sin familj. På den tiden var det en enkel oisolerad byggnad med ett åttkantigt torn. Först 1856 skedde en större ombyggnad genom Vilhelm Diurberg, som resulterade i en vinterbonad stenbyggnad med två torn. Under 1880-talet förvärvade Stockholms stad gården och inrättade där ett så kallat skolkarhem för ”vanartiga” barn. 1902 var här 26 pojkar mellan 10 och 15 år intagna. 1907 stängdes verksamheten, sedan stod huset tomt under många år.

## Bobergs bostad

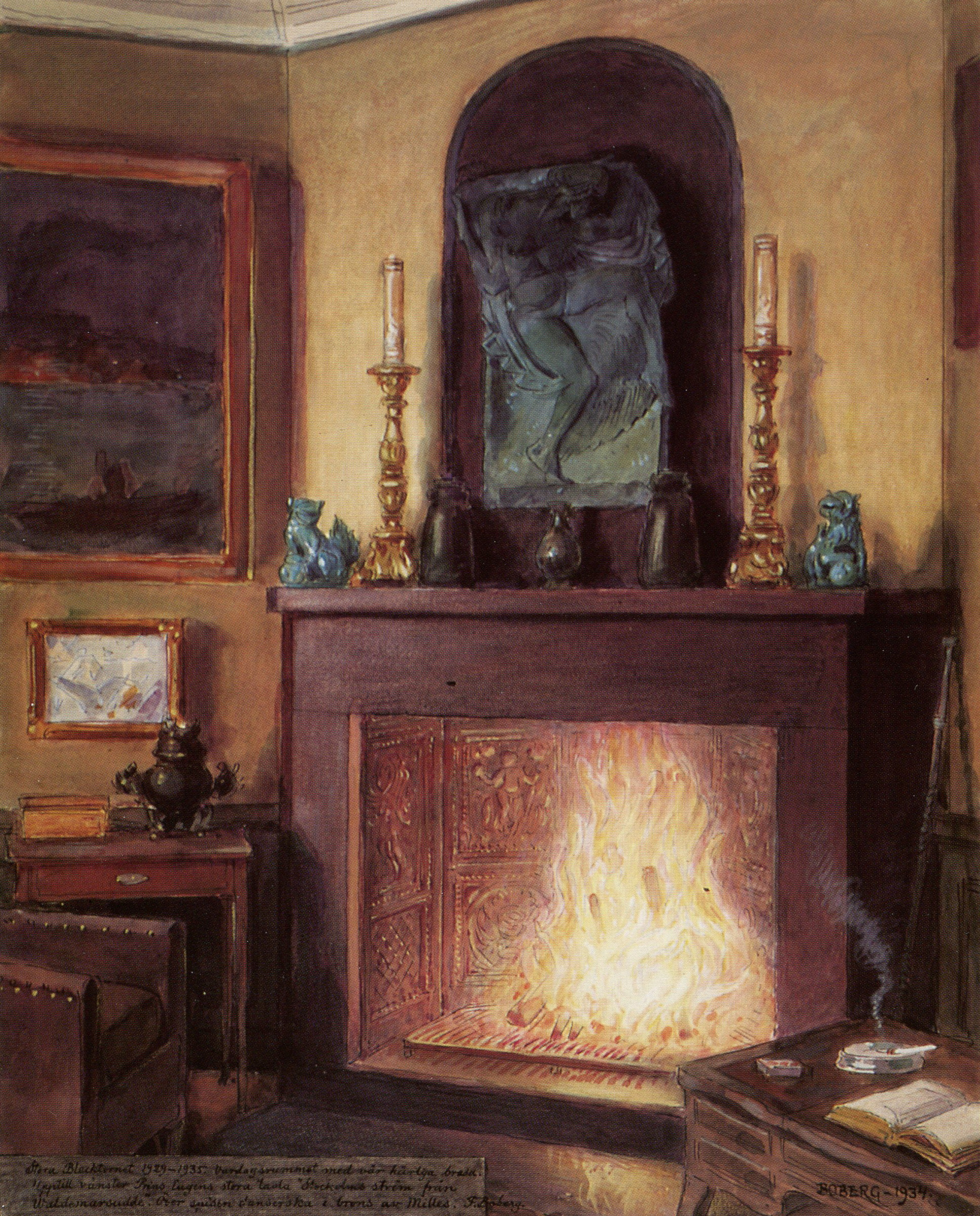
Öppna spisen på Stora Blecktornet, målning av Boberg, 1934.

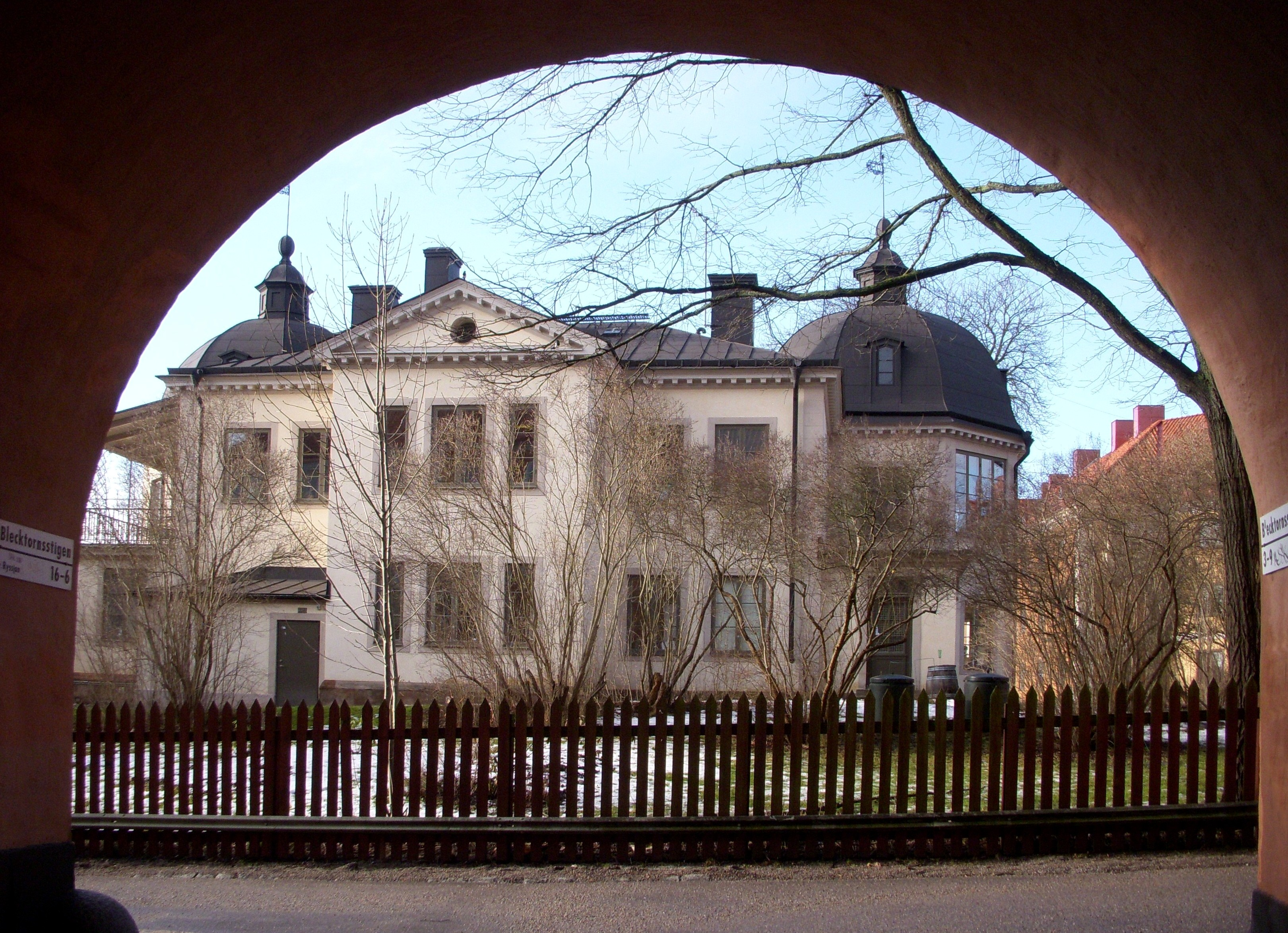
Stora Blecktornet sett från Blecktornsområdet

År 1928 fick arkitekt Ferdinand Boberg och hans hustru Anna Boberg erbjudandet av Stockholms stad att hyra Stora Blecktornet. Paret hade återvänt från sin tillfälliga emigration i Paris och sökte en bostad i Stockholm. När ombyggnaden av Jägarhyddan på Södra Djurgården inte blev av förvandlade Bobergs Stora Blecktornet till sitt hem i Stockholm istället. Blecktornet var i behov av en omfattande renovering som Ferdinand Boberg genomförde med hjälp av sin arkitektkollega Carl Melin på Stockholms stads fastighetskontor.
I motsats till andra genomgripande renoveringar, som Boberg genomförde behölls husets exteriör nästan oförändrad. Invändigt gjordes dock mera omfattande ingrepp genom Stockholms stads byggnadsavdelning under Carl Melin. Huset fick ett stort modernt kök och badrum, rumsindelningen förändrades och för Anna Boberg anordnades en ateljé i norra tornet. 
Byggnadens slätputs avfärgades i en roströd kulör som den hade fram till 1990-talet. När Anna dog 1935 ville Ferdinand inte bo kvar där längre och huset hyrdes av en direktör Curt Schwang. Efter 1970 fanns Stockholms stads distrikt av Centerpartiet som hyresgäst och idag har Stora Blecktornet en daglig verksamhet som drivs av personer med funktionsnedsättning, med stöd av personal, vars huvudsakliga uppgift är konferens- och kaféverksamhet.

## Externa länkar

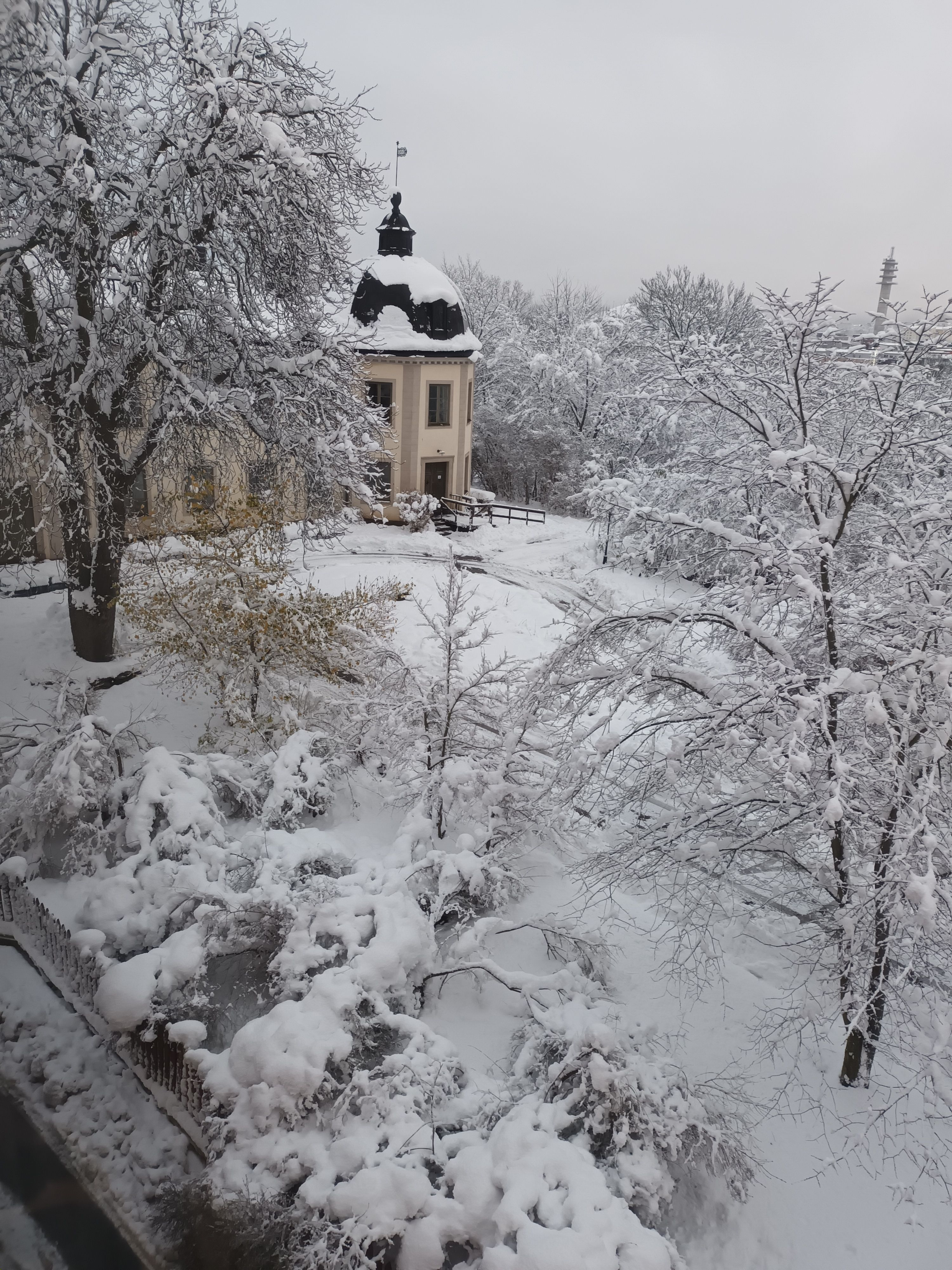
Stora Blecktornet november 2022

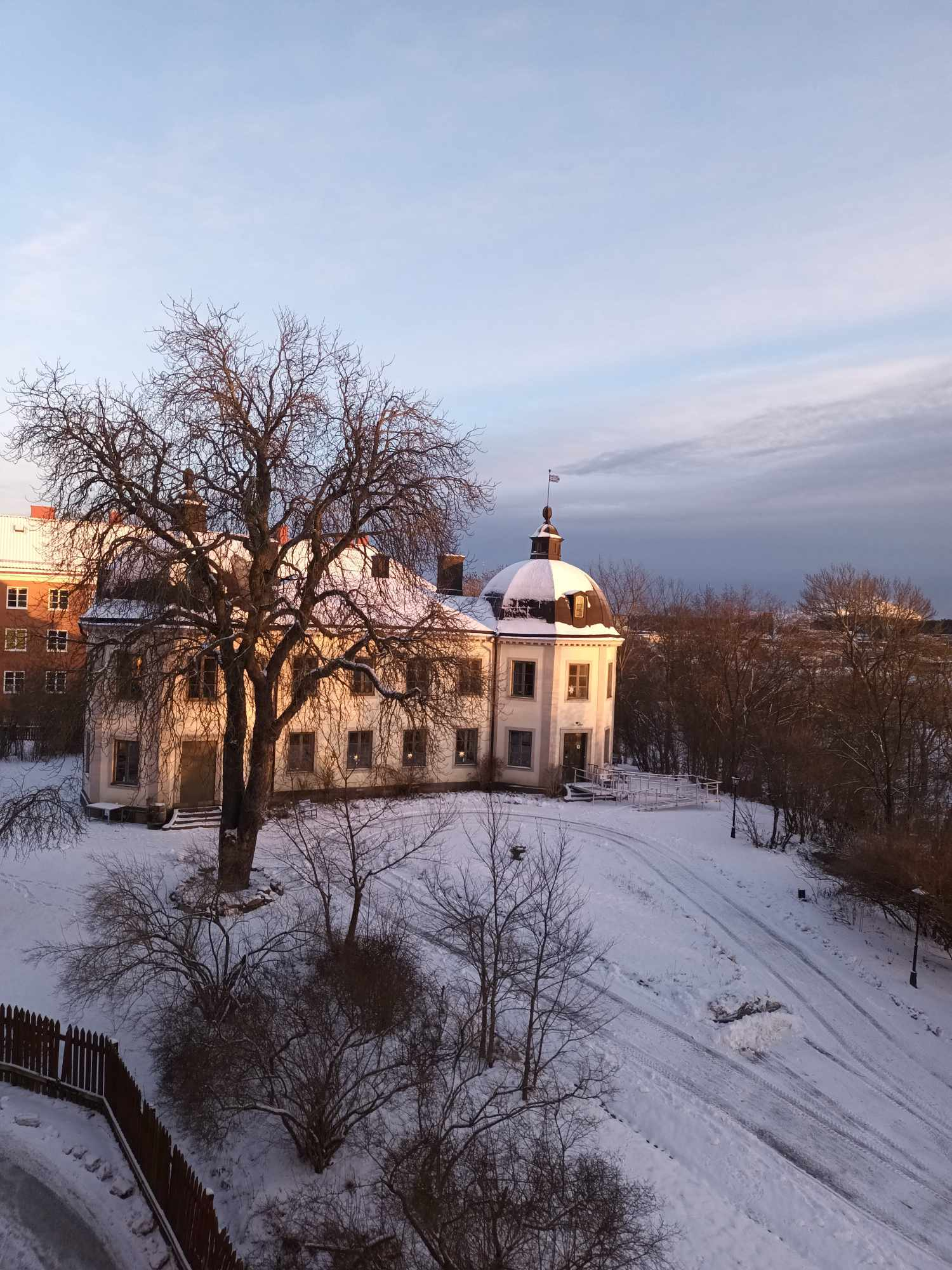
Stora Blecktornet januari 2025